# More of the Hard Stuff
More of the Hard Stuff er et album fra The Dubliners udgivet i 1967.
De medvirkende er Ronnie Drew, Luke Kelly, Barney McKenna, Ciaran Bourke og John Sheahan.
Tro mod sin titel handler fem af sangen om druk. Tre af sangen er skrevet af Brendan Behan. Albummet nåede nr. otte på den irske album hitliste i 1967 og blev på listen i 23 uger.
Albummet blev genudgivet i både 1968, 1972 og 1973 under samme navn.

## Spor

### Side Et
1. "Muirsheen Durkin"
2. "Poor Old Dicey Reilly"
3. "A Nation Once Again"
4. "Whiskey in the Jar"
5. "The Old Triangle"
6. "A Pub with No Beer"
7. "Kelly, the Boy from Killane"

### Side To
1. "The Croppy Boy"
2. "Sullivan's John"
3. "Come and Join the British Army"
4. "(The Bonny) Shoals of Herring"
5. "Mormon Braes"
6. "Drink It Up Men"
7. "Maloney Wants a Drink"